# Guépard-Klasse
Die Guépard-Klasse  war eine Klasse von sechs Großzerstörern (franz. Contre-Torpilleurs) der französischen Marine (franz. Marine nationale française) im Zweiten Weltkrieg. Sie war Nachfolger der Chacal-Klasse und Vorgänger der Aigle-Klasse. Alle Schiffe der Klasse gingen während des Zweiten Weltkriegs verloren.

## Einheiten
| Name    | Bauwerft                                                   | Kiellegung      | Stapellauf       | Indienststellung | Verbleib |
| ------- | ---------------------------------------------------------- | --------------- | ---------------- | ---------------- | --- |
| Guépard | Arsenal de Lorient, Lorient                                | 14. März 1927   | 19. April 1928   | 13. August 1929  | Am 27. November 1942 in Toulon selbstversenkt, Anfang September 1943 von Italien gehoben, am 11. März 1944 durch Luftangriff erneut versenkt, 1947 gehoben und verschrottet.                                                                               |
| Bison   | Arsenal de Lorient, Lorient                                | 14. März 1927   | 29. Oktober 1928 | 10. Oktober 1930 | 3. Mai 1940 vor Namsos durch Flugzeuge des Sturzkampfgeschwaders 1 (I./StG 1) versenkt. |
| Lion    | Ateliers et Chantiers de France, Dünkirchen                | 6. August 1928  | 5. August 1929   | 21. Januar 1931  | Am 27. November 1942 in Toulon selbstversenkt, 1943 von Italien gehoben und als FR 21 in der Regia Marina im Dienst, am 9. September 1943 erneut selbstversenkt.                                                                                           |
| Vauban  | Ateliers et Chantiers de France, Dünkirchen                | 22. Mai 1927    | 1. Februar 1930  | 9. Januar 1931   | Am 27. November 1942 in Toulon selbstversenkt, am 12. Mai 1947 gehoben und verschrottet. |
| Valmy   | Ateliers et Chantiers de St Nazaire-Penhoët, Saint-Nazaire | 5. Mai 1927     | 19. Mai 1928     | 1. Januar 1930   | Am 27. November 1942 in Toulon selbstversenkt, 1943 von Italien gehoben und als FR 24 in der Regia Marina im Dienst, am 9. September 1943 in La Spezia erneut selbstversenkt, von der Kriegsmarine gehoben und in Dienst gestellt, 1945 in Genua versenkt. |
| Verdun  | Ateliers et Chantiers de St Nazaire-Penhoët, Saint-Nazaire | 10. August 1927 | 4. Juli 1928     | 1. April 1930    | Am 27. November 1942 in Toulon selbstversenkt, im September 1943 gehoben, aber nicht mehr instand gesetzt. |

## Technische Beschreibung

### Antrieb
Die Antriebsanlage der Guépard-Klasse bestand aus vier ölbefeurten Dampferzeugern – Penhoët-Kesseln – und zwei Parsons-Getriebeturbinensätzen. Diese Sätze hatten eine Gesamtleistung von 73.738 PS (54.234 kW). Die erzeugte Leistung wurde an zwei Antriebswellen mit je einer Schraube abgegeben. Die Höchstgeschwindigkeit betrug 38,46 Knoten (71 km/h).

### Bewaffnung
Die Hauptartillerie der Guépard-Klasse bestand aus fünf 13,86-cm-Geschützen L/40 des Modells 1923 in Einzelaufstellung. Diese Kanone konnte eine 40,4 Kilogramm schwere Granate über eine maximale Distanz von 19.000 m feuern. Als Flugabwehrbewaffnung verfügten die Zerstörer bei Indienststellung über vier 3,7-cm-Flugabwehrkanonen L/60 des Modells 1925 in Einzelaufstellung. Diese befanden sich links und rechts neben dem achteren Schornstein. Als Torpedobewaffnung verfügte die Guépard-Klasse über sechs Torpedorohre in zwei Dreiergruppen für den Torpedo 23DT Toulon.